# Giovanni IV della Frisia orientale-Rietberg
Giovanni IV della Frisia orientale-Rietberg (Rietberg, 31 maggio 1618 – Rietberg, 7 agosto 1660) è stato un nobile tedesco.

## Biografia
Figlio di Giovanni III della Frisia orientale-Rietberg e di sua moglie e nipote, Sabina Caterina della Frisia orientale, in quanto figlio ultrogenito venne destinato ancora giovanissimo alla carriera ecclesiastica.
Divenne quindi canonico a Colonia, ma dopo la morte del fratello maggiore Ernesto Cristoforo, lui e suo fratello Ferdinando Francesco, pure destinato alla carriera ecclesiastica, vennero entrambi dichiarati eredi della contea nel 1640 e sollevati dallo stato clericale nel 1644 per dispensa papale. L'inizio del suo regno col fratello venne offuscato da un'antica disputa feudale col langraviato d'Assia che venne conclusa solo nel 1645. Nel 1648 suo fratello Ferdinando Francesco morì senza eredi e quindi egli venne chiamato a succedergli come unico conte sovrano dei territori feudali della sua famiglia.
Verso la fine della guerra dei Trent'anni, ottenne il comando di un reggimento di fanteria al servizio dell'impero e fece parte dell'alto consiglio di guerra. Divenne successivamente anche ciambellano imperiale.
Nella politica interna della contea di Rietberg, cercò di promuovere lo sviluppo e la prosperità delle aree più isolate dei propri domini, come pure si rivolse grandemente alle esigenze spirituali della popolazione, implementando notevolmente il monastero francescano fatto costruire da suo padre, edificio che con l'attigua chiesa era stato devastato durante gli anni del conflitto. Dopo la sua morte volle essere sepolto proprio in questa chiesa.

## Matrimonio e figli
Per consentire la continuazione della sua casata, nel 1647 sposò Anna Caterina Ernestina di Salm-Reiferscheid. Da questo matrimonio nacquero i seguenti eredi: 
- Maria Leopoldina Caterina (1649-1718), sposò il conte Oswald von dem Bergh
- Federico Guglielmo (1650-1677)
- Francesco Adolfo Guglielmo (1651-1689), canonico a Colonia, Paderborn e Strasburgo
- Ferdinando Massimiliano (1653-1687)
- Bernardina Sofia (1654-1726), principessa-badessa di Essen

## Albero genealogico
|                                              |                                   |                                | Genitori                         |  |  | Nonni |  |  | Bisnonni                       |  |  | Trisnonni                        |  |
|                                              |                                   |                                |                                  |  |  |       |  |  | Enno II della Frisia orientale |  |  | Edzardo I della Frisia orientale |  |
|                                              |                                   |                                |                                  |  |  |       |  |  | Enno II della Frisia orientale |  |  | Edzardo I della Frisia orientale |  |
|                                              |                                   | Elisabetta di Rietberg         |                                  |  |  |       |  |  | Enno II della Frisia orientale |  |  |                                  |  |
| Edzardo II della Frisia orientale            |                                   |                                |                                  |  |  |       |  |  | Enno II della Frisia orientale |  |  |                                  |  |
|                                              |                                   | Anna di Oldenburg              | Giovanni V di Oldenburg          |  |  |       |  |  |                                |  |  |                                  |  |
|                                              |                                   | Anna di Oldenburg              | Giovanni V di Oldenburg          |  |  |       |  |  |                                |  |  |                                  |  |
|                                              |                                   | Anna di Oldenburg              | Anna di Anhalt-Zerbst            |  |  |       |  |  |                                |  |  |                                  |  |
| Giovanni III della Frisia orientale-Rietberg |                                   | Anna di Oldenburg              |                                  |  |  |       |  |  |                                |  |  |                                  |  |
|                                              |                                   | Gustavo I di Svezia            | Erik Johansson Vasa              |  |  |       |  |  |                                |  |  |                                  |  |
|                                              |                                   | Gustavo I di Svezia            | Erik Johansson Vasa              |  |  |       |  |  |                                |  |  |                                  |  |
|                                              |                                   | Gustavo I di Svezia            | Cecilia Månsdotter Eka           |  |  |       |  |  |                                |  |  |                                  |  |
| Caterina Vasa                                |                                   | Gustavo I di Svezia            |                                  |  |  |       |  |  |                                |  |  |                                  |  |
|                                              |                                   | Margherita Leijonhufvud        | Erik Abrahamsson Leijonhufvud    |  |  |       |  |  |                                |  |  |                                  |  |
|                                              |                                   | Margherita Leijonhufvud        | Erik Abrahamsson Leijonhufvud    |  |  |       |  |  |                                |  |  |                                  |  |
|                                              |                                   | Margherita Leijonhufvud        | Ebba Eriksdotter Vasa            |  |  |       |  |  |                                |  |  |                                  |  |
| Giovanni IV della Frisia orientale-Rietberg  |                                   | Margherita Leijonhufvud        |                                  |  |  |       |  |  |                                |  |  |                                  |  |
|                                              | Edzardo II della Frisia orientale | Enno II della Frisia orientale |                                  |  |  |       |  |  |                                |  |  |                                  |  |
|                                              | Edzardo II della Frisia orientale | Enno II della Frisia orientale |                                  |  |  |       |  |  |                                |  |  |                                  |  |
|                                              | Edzardo II della Frisia orientale | Anna di Oldenburg              |                                  |  |  |       |  |  |                                |  |  |                                  |  |
| Enno III della Frisia orientale              | Edzardo II della Frisia orientale |                                |                                  |  |  |       |  |  |                                |  |  |                                  |  |
|                                              |                                   | Caterina Vasa                  | Gustavo I di Svezia              |  |  |       |  |  |                                |  |  |                                  |  |
|                                              |                                   | Caterina Vasa                  | Gustavo I di Svezia              |  |  |       |  |  |                                |  |  |                                  |  |
|                                              |                                   | Caterina Vasa                  | Margherita Leijonhufvud          |  |  |       |  |  |                                |  |  |                                  |  |
| Sabina Caterina della Frisia-Orientale       |                                   | Caterina Vasa                  |                                  |  |  |       |  |  |                                |  |  |                                  |  |
|                                              |                                   | Giovanni II di Rietberg        | Ottone III di Rietberg           |  |  |       |  |  |                                |  |  |                                  |  |
|                                              |                                   | Giovanni II di Rietberg        | Ottone III di Rietberg           |  |  |       |  |  |                                |  |  |                                  |  |
|                                              |                                   | Giovanni II di Rietberg        | Onna von Esens                   |  |  |       |  |  |                                |  |  |                                  |  |
| Walburga di Rietberg                         |                                   | Giovanni II di Rietberg        |                                  |  |  |       |  |  |                                |  |  |                                  |  |
|                                              |                                   | Agnese di Bentheim-Steinfurt   | Arnoldo II di Bentheim-Steinfurt |  |  |       |  |  |                                |  |  |                                  |  |
|                                              |                                   | Agnese di Bentheim-Steinfurt   | Arnoldo II di Bentheim-Steinfurt |  |  |       |  |  |                                |  |  |                                  |  |
|                                              |                                   | Agnese di Bentheim-Steinfurt   | Walpurga di Brederode-Neuenahr   |  |  |       |  |  |                                |  |  |                                  |  |
|                                              |                                   | Agnese di Bentheim-Steinfurt   |                                  |  |  |       |  |  |                                |  |  |                                  |  |